# Giovanni Comneno (XI secolo)
Giovanni Comneno, detto il Scholai (in greco medievale: Ιωάννης Κομνηνός, Iōannēs Komnēnos) (Costantinopoli, 1020 – Costantinopoli, 12 luglio 1067), è stato un generale bizantino che ricoprì la carica di generalissimo d'Oriente tra il 1057 e il 1059.

## Biografia

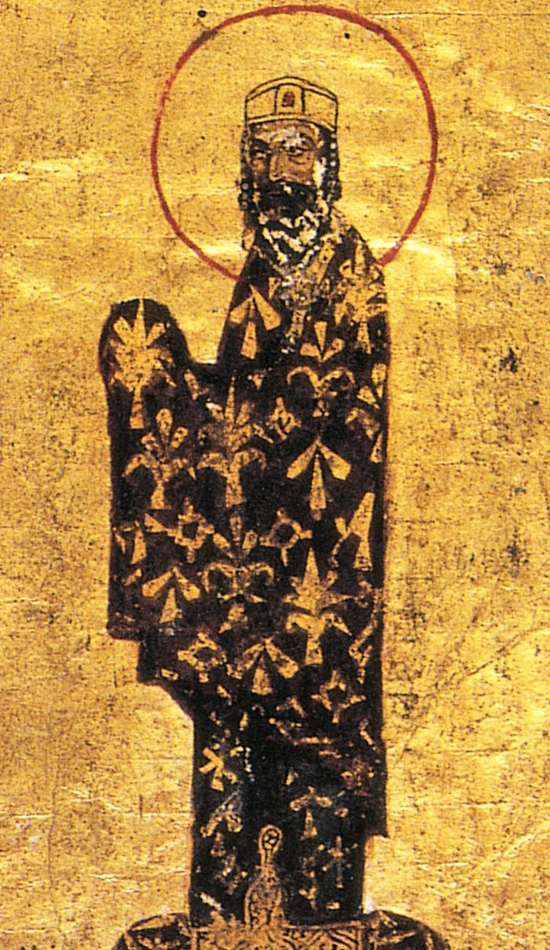
Alessio I Comneno, fu figlio sestogenito di Giovanni Comneno.

Giovanni Comneno era figlio terzogenito di Manuele Comneno detto l'Erotico, suo fratello maggiore era Isacco I Comneno, che diverrà imperatore bizantino il 1º settembre 1057. Il padre di Giovanni morì proprio nell'anno in cui nacque e lui, insieme al fratello Isacco, crebbe nella fastosa corte bizantina, dei tempi di Basilio II, che si prese cura di loro di persona. Basilio II fece istruire i due figli di Manuele, nel monastero di Studion, dopo gli studi i due fratelli divennero due generali dell'impero. Giovanni sì sposò nel 1044 con Anna Dalassena, da cui ebbe il primo figlio nel 1045, che chiamerà Manuele.
Quando Isacco divenne basileus dei romei nominò il fratello generalissimo d'Oriente, curopalates e domestico delle Scholae. Sappiamo che prima che Isacco abdicasse (22 novembre 1059) chiese al fratello Giovanni se voleva diventare imperatore al suo posto, visto ch'egli aveva deciso di abdicare spinto dal suo consigliere Michele Psello e dal patriarca di Costantinopoli Michele Cerulario, ma Giovanni rifiutò l'offerta del fratello. Quando la moglie Anna venne a conoscenza che il marito aveva rifiutato l'offerta del fratello lo scongiurò di ripensarci, le cronache ci narrano che addirittura Anna si inginocchiò davanti al marito e mettendosi a piangere gli chiedeva di divenir imperatore, ma Giovanni rispose con un secco "no", visto che non voleva rischiare le vite della sua famiglia in un possibile spodestamento e non voleva dar ascolto alla bramosia di potere della moglie.
Morì il 12 luglio 1067 a Costantinopoli.

## Famiglia
Giovanni Comneno dal matrimonio con Anna Dalessena ebbe otto figli, cinque maschi e tre femmine:
- Manuele Comneno (1044-1071), fu protostator e sposò una Diogene;
- Maria Comnena, sposò Michele Taronita;
- Isacco Comneno, fu sebastocratore, sposò Irene, una principessa georgiana;
- Eudocia Comnena, fu moglie di Niceforo Melisseno;
- Teodora Comnena, fu moglie di Costantino Diogene;
- Alessio I Comneno, fu imperatore bizantino dal 1081 al 1118, sposò Irene Ducas;
- Adriano Comneno, fu protosebastos, sposò Zoe Ducaina;
- Niceforo Comneno, fu drungario.